# Martin Boquist

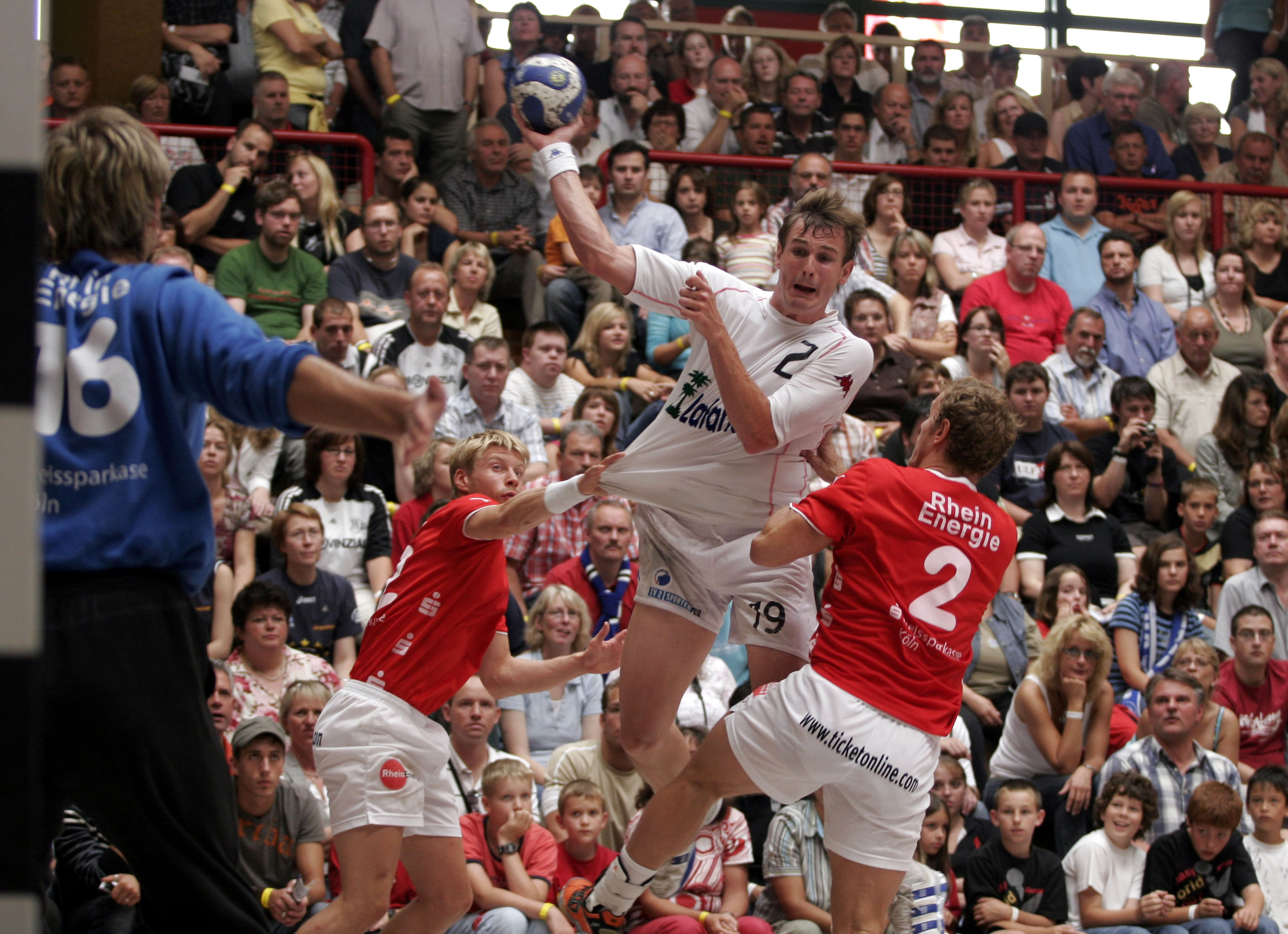
Martin Boquist med FC Köpenhamn, 2007.

Sven Martin Boquist, född 2 februari 1977 i Backa, Göteborg, är en svensk handbollstränare och tidigare handbollsspelare (vänsternia/mittnia).
Martin Boquist spelade 219 landskamper och gjorde 496 mål för Sveriges landslag mellan 1996 och 2008. Han blev också utsedd till Årets handbollsspelare i Sverige av Svenska Handbollförbundet två år i rad, för säsongerna 2001/2002 och 2002/2003. Han innehar även flera olika målrekord för Elitserien (nuvarande Handbollsligan) där han blev skyttekung fyra säsonger i rad, 1999/2000, 2000/2001, 2001/2002 och 2002/2003.

## Spelarkarriär
Martin Boquist började spela handboll som tioåring i HP Warta. Trots att han föddes och växte upp i stadsdelen Backa, började han spela i Warta som då var baserat i Biskopsgården, med träningar i Ryaskolans idrottshall. Boquists årskull var mycket framgångsrik och vann bland annat guld vid junior-SM och gick obesegrade genom i stort sett allt seriespel. En annan spelare i laget var Tommy Atterhäll. Så småningom började Boquist spela i seniorlaget och fick debutera i Elitserien (nuvarande Handbollsligan). Han kom att bli lagets viktigaste spelare och debuterade i A-landslaget, innan ligakonkurrenten Redbergslids IK (RIK) värvade honom mitt i säsongen, i december 1998.
I RIK slog Boquist igenom och kom att bli Elitseriens bästa spelare. Han vann skytteligan fyra år i rad (1999/2000, 2000/2001, 2001/2002 och 2002/2003) och blev svensk mästare tre gånger (2000, 2001 och 2003). Efter våren 2003, då han dessutom blev utsedd till Årets handbollsspelare i Sverige för andra året i rad, flyttade han till den tyska storklubben THW Kiel. I RIK blev det totalt 152 matcher och 930 mål för Boquist, vilket ger ett snitt på 6,1 mål per elitseriematch. I Kiel hade han dock svårt att ta en plats i laget. Det ledde till att han 2005 gick till FC Köpenhamn i danska ligan.
Köpenhamn blev Boquists sista klubb som enbart spelare. När klubben gjorde en nysatsning efter säsongen 2009/2010 under namnet AG Köpenhamn, valde Boquist att lämna klubben och återvända till Sverige och Enköping. Anledningen till att valet föll på Enköping istället för födelsestaden Göteborg berodde på att hans fru Jenny (tidigare Lindblom), även hon tidigare landslagsmeriterad handbollsspelare, har sina rötter där. Boquist blev då spelande tränare i VästeråsIrsta HF, som låg på pendlingsavstånd från den nya hemstaden. 2013 avslutade han spelarkarriären men fortsatte som tränare i VästeråsIrsta. 

## Tränarkarriär
Inför säsongen 2015/2016 gick Boquist vidare till att bli huvudtränare för Ricoh HK. Hösten 2016 blev han assisterande till Sveriges herrlandslags nytillträdda förbundskapten Kristján Andrésson. I oktober 2017 avgick Boquist som tränare för Ricoh HK. 2020 ersattes Andrésson av Glenn Solberg men Boquist fick fortsatt förtroende som assisterande förbundskapten.
I april 2022, strax efter att Sverige vunnit EM-guld, meddelades det att Boquist kontrakt avslutas. I juni 2022 presenterades att han skrivit kontrakt som assisterande förbundskapten för Norges herrlandslag, från och med oktober 2022.

## Meriter i urval

### Landslaget
- EM-guld 1998 i Italien
- VM-guld 1999 i Egypten
- OS-silver 2000 i Sydney
- VM-silver 2001 i Frankrike
- EM-guld 2002 i Sverige

- Kopia av Svenska Dagbladets guldmedalj (Bragdguldet) 1998

### Klubblag
- Tre SM-guld (2000, 2001 och 2003) med Redbergslids IK
- Final i Cupvinnarcupen 2003 med Redbergslids IK
- EHF-cupmästare 2004 med THW Kiel
- Tysk mästare 2005 med THW Kiel
- Final i EHF-cupen 2008 med FC Köpenhamn
- Dansk mästare 2008 med FC Köpenhamn
- Dansk cupmästare 2009 med FC Köpenhamn

### Individuellt
- Årets handbollsspelare i Sverige: 2001/2002 och 2002/2003
- Elitseriens skytteligavinnare fyra gånger (1999/2000, 2000/2001, 2001/2002 och 2002/2003) med Redbergslids IK